# فرودگاه دلینگها
فرودگاه دلینگها (به انگلیسی: Delingha Airport) یک فرودگاه همگانی است . این فرودگاه در کشور چین قرار دارد و در ارتفاع ۲۸۶۰ متری از سطح دریا واقع شده‌است.

## شرکت‌های هواپیمایی و مقصدهای پروازی
| شرکت‌های هواپیمایی  | مقصدهای پروازی   |
| ------------------ | ---------------- |
| هواپیمایی شرقی چین | سینینگ کائوجیابو |